# 亞蘭斯克區

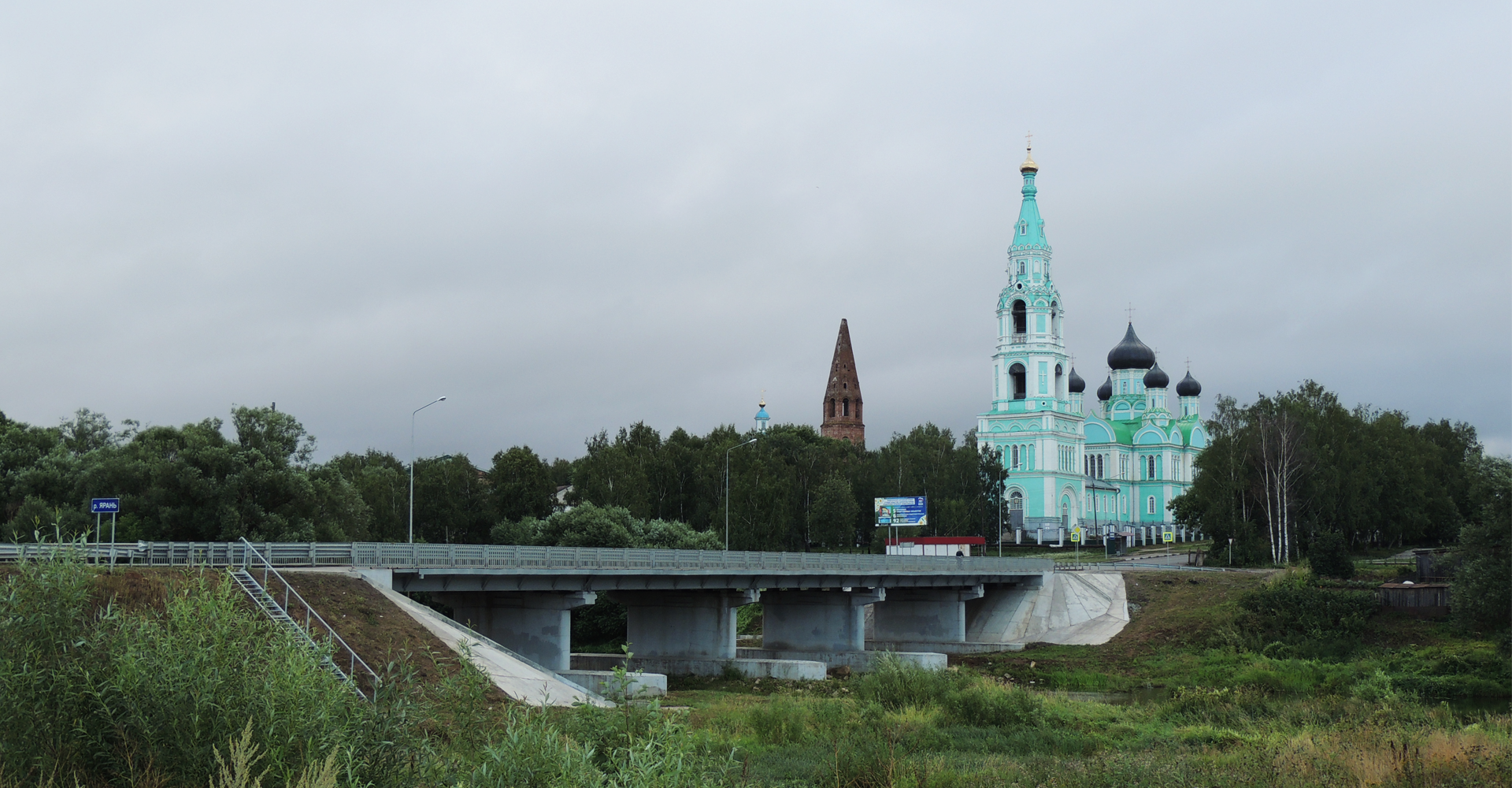

57°18′N 47°53′E / 57.300°N 47.883°E
亞蘭斯克區（俄语：Яранский район），是俄羅斯的一個區，位於該國西部，由基洛夫州負責管轄，面積2,420平方公里，2010年該地區人口26,899，人口密度每平方公里11.12人。